# Phare de Cross Ledge

Le phare de Cross Ledge (en anglais : Cross Ledge Light) était un phare offshore de type screw-pile lighthouse situé sur le côté nord du chenal de navigation de la baie de la Delaware, au sud-ouest de Egg Island Point dans le comté de Cumberland, au New Jersey.  Il a été remplacé par le phare d'Elbow of Cross Ledge et le phare de Miah Maull Shoal au début des années 1900 et rasé par la Garde côtière américaine en 1962.

## Historique
Cross Ledge est l'un des nombreux hauts-fonds qui délimitent la passe nord du canal à travers la baie de la Delaware. Un bateau-phare a été placé ici à partir de 1823, mais le Lighthouse Board, encouragé par le succès du phare de Brandywine Shoal plus loin dans la baie, a décidé de construire un phare sur pilotis sur le haut-fond. La construction a commencé en 1856 mais a été interrompue l'hiver suivant par de la glace flottante, qui a détruit toute la structure. Le bateau-phare est resté sur la station.
Le Lighthouse Board resta convaincu qu'une lumière permanente était nécessaire sur place et, en 1873, réussit à obtenir du Congrès des fonds appropriés. La construction a commencé l'année suivante et s'est terminée en 1875. Le feu de Cross Ledge ne ressemblait à aucun autre feu de la région. Il était assis sur une jetée construite en blocs de granit, sur laquelle était assise une maison octogonale à ossature bois de deux étages avec la lanterne au sommet de son toit mansardé. Une lentille de Fresnel de quatrième ordre a été installée. Avant que la maison ne soit terminée, le bateau-phare, s'étant réfugié derrière le Delaware Breakwater (en), fut néanmoins traîné en mer par la glace en février 1875, mais, il a pu reprendre la station jusqu'à ce que le feu soit terminé.
La lumière a survécu aux années sans incident grave, bien que beaucoup d'enrochements aient été placés à sa base au fil des ans pour la protéger de la glace. En fin de compte, cependant, il a été rendu obsolète par la construction de nouvelles lumières plus près du canal de navigation. L'activation du phare d'Elbow of Cross Ledge en 1910 a marqué le même haut-fond plus efficacement, et il a été abandonné la même année.
La maison est restée intacte au fil des ans, et pendant la Seconde Guerre mondiale, elle a été utilisée comme cible pendant les bombardements d'entraînement. Finalement, la garde côtière a brûlé ce qui en restait en 1962, laissant la jetée intacte. Il n'y a plus de balise ou autre aide à la navigation sur les ruines, de sorte qu'il est marqué en tant que danger sur les cartes marines, étiqueté « ABAND. LH (ruins) » (c'est-à-dire : abandoned lighthouse - en français : phare abandonné (ruines) ».

Identifiant : ARLHS : USA-931 .

### Lien connexe
- Liste des phares du New Jersey